# Венесуэльско-кенийские отношения
Венесуэльско-кенийские отношения — двусторонние дипломатические отношения между Венесуэлой и Кенией.

## История
Венесуэла и Кения установили дипломатические отношения в 1970 году.
Несмотря на активные отношения со странами Запада, Кения состоит в движении неприсоединения, что позволяет поддерживать достаточно дружелюбные отношения с Венесуэлой, ориентированной на Восток.

## Развитие отношений
Обе страны подписали ряд соглашений в политической, технической, культурной и энергетической сферах.
Примерно 200 африканских студентов учатся в Венесуэле, в их числе есть и граждане Кении. Обе страны также являются участниками проекта «Спонсоры школ в Африке».

## Инцидент в венесуэльском посольстве в Найроби
В 2012 году действующий посол Венесуэлы в Кении, Ольга Фонсека, была убита. Первый секретарь посольства, Дуайт Сагарэй, был обвинен в убийстве. IПричиной этому могла послужить борьба за лидерство в посольстве.
Во время судебного процесса был также раскрыт тот факт, что контрабанда, в ом числе и наркотические вещества, доставлялись в Кению через венесуэльсоке посольство.
По состоянию на 2014 год убийство не раскрыто.

## Дипломатические миссии
- Кения аккредитовала свое посольство в Венесуэле в городе Бразилиа, Бразилия.
- Венесуэла имеет посольство в Найроби.